# Pinto Fútbol Sala
Pinto Fútbol Sala è una squadra spagnola di calcio a 5 fondata nel 1988 con sede a Pinto, presso Madrid. Attualmente la formazione castigliana è denominata Punctum Millennium Pinto Tien21, e nella stagione 2008/2009 ha giocato la sua prima annata in Division de honor arrivando alla semifinale per il titolo e trascinando sino a gara3 i campioni in carica dell'InterMovistar Alcalá.

## Rosa 2009-2010
| N. |                    | Ruolo | Calciatore                       |
| -- | ------------------ | ----- | -------------------------------- |
| 1  | Spagna (bandiera)  | POR   | Alejandro González Pérez         |
| 13 | Spagna (bandiera)  | POR   | Ángel Gutiérrez González         |
| 2  | Brasile (bandiera) | DIF   | Thiago Silva Gomes               |
| 5  | Spagna (bandiera)  | DIF   | José Ignacio Hernández Martín    |
| 7  | Spagna (bandiera)  | DIF   | Alejandro Palomeque Bolaños      |
| 3  | Spagna (bandiera)  | LAT   | Florencio García Núñez           |
| 4  | Spagna (bandiera)  | LAT   | Francisco José Galán Villafruela |

| N. |                   | Ruolo | Calciatore              |
| -- | ----------------- | ----- | ----------------------- |
| 9  | Spagna (bandiera) | LAT   | Rubén López González    |
| 10 | Spagna (bandiera) | LAT   | Iván del Barrio Herráiz |
| 12 | Spagna (bandiera) | LAT   | Sergio García Gómez     |
| 6  | Spagna (bandiera) | PIV   | Damián Losada Gabela    |
| 8  | Spagna (bandiera) | PIV   | Juan Pizarro Herranz    |
| 16 | Spagna (bandiera) | PIV   | Antonio Sierra García   |